# Subwoofer
Un subwoofer este un tip special de difuzor, care este dedicat reproducerii frecvențelor audio grave cunoscute sub numele de bas. Gama tipică de frecvență pentru un subwoofer este de aproximativ 20-200 Hz pentru produsele de consum, sub 100 Hz pentru sunet live profesional, și sub 80 Hz în sistemele aprobate THX.
Subwooferele sunt formate din unul sau mai multe woofere montate într-o incintă, adesea făcută din lemn, capabilă să reziste la o presiune a aerului fără să se deformeze. Incintele vin într-o varietate de modele, inclusiv bass reflex (cu un port), folosind un subwoofer și unul sau mai multe radiatoare pasive, cu suspensie acustică (incintă etanșată), bandpass și altele. Fiecare tip reprezintă compromisuri în ceea ce privește eficiența, gama de frecvență joasă, dimensiunea și costul. Subwooferele pasive sunt alimentate de un amplificator audio extern, în timp ce subwooferele active au un amplificator încorporat.
Subwooferele folosesc difuzoare (woofere) de regulă cu mărimea între 8 inch (20 cm) și 21 inch (54 cm)

## Tipuri de subwoofere
În ceea ce privește amplificatorul de putere, subwooferele sunt împărțite în active și pasive.
Subwooferul activ are un amplificator încorporat (care vă permite să scoateți sarcina de joasă frecvență de la amplificator) și un crossover activ care vă permite să filtrați frecvențele înalte, simplificând potrivirea subwoofer-ului cu difuzoare în bandă largă. Acesta poate recepționa un semnal de nivel de linie (cu HF deja eliminat) dintr-un canal sursă separat. Unele subwoofere pot fi conectate între un difuzor de bandă largă și o sursă de semnal (pass-through). Adesea are posibilități suplimentare de adaptare la anumite condiții de utilizare (rotația fazelor, reglarea răspunsului de frecvență, poziția punctelor de intersecție încrucișată, panta de decupare).
Subwooferul pasiv nu este echipat cu un amplificator de putere, deci este conectat în paralel cu difuzoarele stereo principale sau cu un canal separat al amplificatorului de putere. Principalul dezavantaj al conexiunii pasive subwoofer pasive este că în plus «încarcă» amplificatoarele de ieșire stereo. Acest lucru reduce uneori volumul general și dinamica sunetului sistemului audio. În plus, prezența unei treceri pasive în calea semnalului de la amplificatorul de putere la sistemul difuzoarelor nu poate avea un efect pozitiv asupra calității sunetului. Din cauza lipsei de instrumente de configurare, este necesar un procesor de sistem pentru configurare.